# Amédée Dumontpallier
Signature
Victor Alphonse Amédée Dumontpallier (ou Dumont-Pallier), né le 8 mars 1826 à Honfleur et mort à 13 janvier 1899 à Paris, est un médecin et psychiatre français. 

## Biographie
Il est interne des hôpitaux (1853) et soutient en 1857 sa thèse de doctorat sur L'Infection purulente et l'infection putride à la suite de l'accouchement, récompensée par le prix de la Faculté de médecine de Paris et par le prix Montyon de l'Académie de Médecine. Il se spécialise en gynécologie et est nommé chef de clinique à l'Hôtel-Dieu (1861-1863), où il enseigne à partir de 1886, puis médecin des hôpitaux en 1866 et il prend la direction d'un service à l'hôpital de la Pitié. 
Il est connu comme un spécialiste de l'hypnose et il est l'un des fondateurs de la Société d'hypnologie française. Il collabore à la Revue de l'hypnotisme, et préside en 1899 le premier congrès international de l'hypnotisme à l'Hôtel-Dieu. Il participe également aux activités de l'École de psychologie.

## Distinctions
- Membre de l'Académie de médecine (5 juillet 1892)[2]
- Membre de la Société de biologie
- Prix Montyon (1857 ?)

## Éponymie
- Gynécologie : il met au point le pessaire dit « pessaire Dumontpallier ».

## Œuvres et publications
- De l'Infection purulente et de l'infection putride à la suite de l'accouchement (thèse de médecine), impr. de Rignoux, Paris, 1857, 46 p., lire en ligne sur Gallica.
- Discours prononcé aux obsèques de Claude Bernard, au nom de la Société de biologie, Paris, impr. de Cusset, 1878, lire en ligne sur Gallica
- Notice sur les titres et travaux scientifiques, Paris, Impr. J. Cusset et Cie, 1879, Texte intégral.
- Note sur l'analgésie thérapeutique locale déterminée par l'irritation de la région similaire du côté opposé du corps, Paris, Georges Chamerot (d) , 1880, Texte intégral.
- Supplément [au Titres et travaux scientifiques], [impr. Cusset, Paris], 1883, Texte intégral.